# Венецуела на Светском првенству у атлетици на отвореном 2013.
Венецуела је учествовала на 14. Светском првенству у атлетици на отвореном 2013. одржаном у Москви од 10. до 18. августа дванаести пут, односно није учествовала 1993 и 2005. године. Репрезентацију Венецуеле представљало је четрнаест учесника (10 мушкараца и 4 жене) који су се такмичили у пет тркачких и две техничке дисциплине.,
На овом првенству Венецуела није освојила ниједну медаљу, али је остварила два најбоља национална резултата сезоне.

## Учесници
| Мушкарци: - Хосе Пења — 3.000 м са препрекама - Jermaine Chirinos — 4 х 100 м - Дјего Ривас — 4 х 100 м - Алваро Луис Касијани — 4 х 100 м - Алберт Браво — 4 х 100 м - Артуро Рамирез — 4 х 400 м - Алберто Агилар — 4 х 400 м - Хосе Мелендез — 4 х 400 м - Фреди Мезонес — 4 х 400 м - Јеренман Салазар — 50 км ходање | Жене: - Зулејма Амаја — Маратон - Јолимар Пинеда — Маратон - Роса Родригез — Бацање кладива - Ајмара Еспиноѕа — Бацање кугле |  |

## Резултати

### Мушкарци
| Атлетичар                                                        | Дисциплина       | Лични рекорд | Квалификације | Квалификације | Полуфинале   | Полуфинале                               | Финале                | Финале            | Детаљи                                      |
| Атлетичар                                                        | Дисциплина       | Лични рекорд | Резултат      | Место         | Резултат     | Место                                    | Резултат              | Место             | Детаљи                                      |
| ---------------------------------------------------------------- | ---------------- | ------------ | ------------- | ------------- | ------------ | ---------------------------------------- | --------------------- | ----------------- | ------------------------------------------- |
| Хосе Пења                                                        | 3.000 м препреке | 8:22,56 НР   | 8:24,88       | 6. у гр 2     |              |                                          | Нису се квалификовали | 16 / 35 (41)      | Архивирано на веб-сајту (19. децембар 2013) |
| Jermaine Chirinos Дијего Ривас Алваро Луис Касијани Алберт Браво | 4 х 100 м        | 39,01 НР     | 39,14 НРС     | 8. у гр 1     | 21 / 22 (23) |                                          | Нису се квалификовали |                   |                                             |
| Артуро Рамирез Алберто Агилар Хосе Мелендез Фреди Мазонес        | 4 х 400 м        | 3:00,82 НР   | 3:02,04 НРС   | 3. у гр 1     | 10 / 24      | Архивирано на веб-сајту (6. јануар 2014) | Нису се квалификовали |                   |                                             |
| Јеренман Салазар                                                 | 50 км ходање     | 4:15:37 НР   |               |               |              |                                          | Није завршио трку     | Није завршио трку | Архивирано на веб-сајту (3. октобар 2019)   |

### Жене
| Атлетичарка     | Дисциплина     | Лични рекорд | Квалификације      | Квалификације      | Полуфинале  | Полуфинале                                 | Финале                | Финале       | Детаљи                                 |
| Атлетичарка     | Дисциплина     | Лични рекорд | Резултат           | Место              | Резултат    | Место                                      | Резултат              | Место        | Детаљи                                 |
| --------------- | -------------- | ------------ | ------------------ | ------------------ | ----------- | ------------------------------------------ | --------------------- | ------------ | -------------------------------------- |
| Зулејма Амаја   | Маратон        | 2:41:10      |                    |                    |             |                                            | 2:58:22               | 43 / 46 (72) | Архивирано на веб-сајту (16. јун 2019) |
| Јолимар Пинеда  | Маратон        | 2:41:32      | Није завршила трку | Није завршила трку |             |                                            |                       |              | Архивирано на веб-сајту (16. јун 2019) |
| Роса Родригез   | Бацање кладива | 73,64 НР     | 69,35              | 6. у гр. А         |             |                                            | Нису се квалификовале | 15 / 27      |                                        |
| Ајмара Еспиноѕа | Бацање кугле   | 17,47 НР     | 16,86              | 12. у гр. Б        | 24 / 29(30) | Архивирано на веб-сајту (29. октобар 2013) | Нису се квалификовале |              |                                        |